# Variación sobre un vals de Diabelli (Liszt)
La Variación sobre un vals de Diabelli (del francés: Variation sur une valse de Diabelli), S.147, es una variación compuesta por Franz Liszt en el año 1822 y publicada a finales de 1823 o comienzos de 1824 como variación n.º 24 de la segunda parte de Vaterländischer Künstlerverein, una colección de variaciones realizadas por cincuenta compositores basadas en un vals de Anton Diabelli, quien también publicó la obra. Esta misma invitación de Diabelli para escribir una variación fue la que movió a Ludwig van Beethoven a componer sus treinta y tres Variaciones Diabelli, Op. 120, que conformaban la totalidad de la primera parte de Vaterländische Künstlerverein.
Esta variación es la primera obra conocida y publicada de Franz Liszt, quien podría haberla compuesto siguiendo consejos de Carl Czerny, su profesor de piano, y que también compuso una variación y una coda para el conjunto de variaciones. Para cuando se fue a publicar la obra Liszt seguía siendo prácticamente desconocido, por lo que se le nombró como «Franz Liszt (Knabe von 11 Jahren) geboren in Ungarn», es decir, «Franz Liszt (niño de once años), nacido en Hungría». En el momento en que Diabelli envió sus invitaciones para escribir las variaciones —mayo de 1819— Liszt sólo tenía siete años, pero cuando finalmente se publicó la obra ya tenía doce. De todos modos, aún era el único niño compositor de todos los participantes en el Vaterländische Künstlerverein. 

## Forma
La Variación sobre un vals de Diabelli de Liszt está escrita en do menor, en un compás de 2/4, al estilo de un estudio. Se ajusta al tema original, pero, por otro lado, Liszt fue uno de los pocos compositores que cambió tanto la tonalidad como en tiempo de la pieza. El original de Diabelli estaba escrito en do mayor y en 3/4, mientras que el de Liszt estaba escrito en do menor y en 2/4. 